# 天上樂園
天上樂園，是美國出生的日本純種競賽馬匹。生涯活躍於泥地賽事，曾於2016年勝出阿聯酋打吡，亦於同年完成所有美國三冠賽事。

## 出賽前
2013年2月22日出生於美國North Hills，成長途中被牧場負責人前田幸治引入日本，所有權歸於其夫人前田葉子旗下。
其後交由栗東訓練中心練馬師松永幹夫訓練。

### 2歲
2015年9月13日出戰阪神競馬場2歲新馬戰，然而於比賽途中比對手大幅拋離，最終以第四完賽。
其後轉戰泥地賽事出戰2歲未勝利戰，比賽途中採用後上戰術下於第三彎道開始爬升，進入直路後瞬間加速並跑出全場最快末腳，但最終仍然不敵前方的Kyoei Gere獲得第二。
11月22日再度出戰2歲未勝利戰，比賽途中成功直路順利帶出，最終拉開第二名3 1/2馬位取得首勝。
11月28日隨即以連戰姿態縮程出戰條件戰卡特蘭賞，比賽初段保持於中團較後位置下於直路順利加速，最終超越前方所有對手達成連勝。

### 3歲
2016年首戰爲公開賽風信子錦標，然而未能於直路維持速度之下逐漸比對手超越，最終僅獲第五，
其後陣營決定遵從年初訂立的美國三冠戰線行進，因而安排其遠征阿聯酋出戰阿聯酋打吡以求獲得肯塔基打吡的出賽權。比賽開始後，其採用後上戰術保持於隊伍後方位置，於比賽過半後開始逐步發力爬升。進入直路後，其仍然維持高速的姿態不斷衝刺，最終成功超越同爲日本馬的Yu Change取得首個分級賽冠軍，亦爲首匹贏得阿聯酋打吡的日本賽駒。
5月7日按照計劃出戰美國三冠首關肯塔基打吡，然而於漏閘之下需要於後方位置追走，最終無法縮窄和前方對手的距離之下以第九落敗。
2星期後繼續出戰次關必利時錦標，比賽初段面對爛地及前方以快步速領放的先行馬，其仍然保持一貫的節奏於後方等待時機。進入直路後，其迅速展開加速於馬群中央穿插，但最終仍未能超越，以第五的戰績完賽。
6月11日出戰美國三冠尾關貝蒙錦標，繼續採用後上戰術下始終保持於最後的位置，並於對面直路開始逐步抽出外檔進佔有利位置。進入直路後，其以於外檔望空的姿態不斷加速，但仍然未能對前方的對手造成足夠的威脅，最終以距離頭馬Creator 1 1/2馬位的差距取得季軍。
縱然其於美國三冠賽事顆粒無收，但其仍然成爲了賽馬史上首匹完成所有美國三冠賽的日本馬。而其於賽場上的表現亦令美國方面開始注意日本泥地賽駒，因而於2017年美國賽馬會宣佈日本的賽事亦會納入肯塔基打吡的指定賽事之中。
返回日本接受長達100日的檢疫後前往調整，並以公開賽巴西盃作爲回國後的首戰，但於直路上未能追上領放馬Mitsuba之下亦無法壓贏一同衝出的Orionza Japan，最終以第三落敗。
其後出戰京都錦標及日本冠軍盃，但最終表現不佳下分別以第十三及第九大敗。

### 4歲
2017年陣營宣佈上半年將以杜拜世界盃作爲目標，因而於3月4日出戰前哨戰麥通第三輪挑戰賽，但於比賽途中未能發揮全力，最終僅獲得第六。
其後按照計劃出戰杜拜世界盃，最終亦未能做出突破，以第八的戰績落敗。
回國後出戰傑出錦標，雖然於直路跑出不俗的衝刺，但仍然於未能超越Mitsuba、Kikuno Sol及Namura Arashi下以第四落敗。
5月28日出戰草地賽事目黑紀念，然而於草地適性完全不足之下以第十七大敗。
放草過後於秋季出戰巴西盃，雖然進入直路奮力由後方位置衝出，但最終仍然僅以第五完賽。
完成巴西盃後，陣營宣佈安排其退役，並於10月26日取消日本中央競馬會的賽駒註冊。

### 詳細賽績
| 日期       | 舉辦國家 | 馬場     | 距離   | 級別 | 賽事名稱         | 負重 | 騎師     | 馬號 | 出馬 | 名次 | 時間     | 頭馬（二馬）   |
| ---------- | -------- | -------- | ------ | ---- | ---------------- | ---- | -------- | ---- | ---- | ---- | -------- | -------------- |
| 13/9/2015  | 日本     | 阪神     | 草2000 |      | 2歲新馬          | 54   | 武豐     | 3    | 9    | 4    | 2:07.1   | 流芳百世       |
| 3/10/2015  | 日本     | 阪神     | 泥1800 |      | 2歲未勝利        | 55   | 武豐     | 11   | 16   | 2    | 1:55.6   | Kyoei Gere     |
| 22/11/2015 | 日本     | 京都     | 泥1800 |      | 2歲未勝利        | 55   | 武豐     | 12   | 15   | 1    | 1:52.7   | （Chai Max）   |
| 28/11/2015 | 日本     | 東京     | 泥1600 |      | 卡特蘭賞         | 55   | 内田博幸 | 15   | 16   | 1    | 1:37.4   | （Ocean View） |
| 21/2/2016  | 日本     | 東京     | 泥1600 | OP   | 風信子錦標       | 56   | 武豐     | 6    | 14   | 5    | 1:35.9   | 金色夢         |
| 26/3/2016  | 阿聯酋   | 美丹     | 泥1900 | GII  | 阿聯酋打吡       | 55   | 武豐     | 3    | 7    | 1    | 1:58.41  | （極地河川）   |
| 7/5/2016   | 美國     | 邱吉爾園 | 泥2000 | GI   | 肯塔基打吡       | 57   | 武豐     | 8    | 20   | 9    | 紀錄缺失 | Nyquist        |
| 21/5/2016  | 美國     | 賓利高   | 泥1900 | GI   | 必利時錦標       | 57   | 武豐     | 6    | 11   | 5    | 紀錄缺失 | Exaggerator    |
| 11/6/2016  | 美國     | 貝蒙園   | 泥2400 | GI   | 貝蒙錦標         | 57   | 武豐     | 10   | 13   | 3    | 紀錄缺失 | Creator        |
| 23/10/2016 | 日本     | 東京     | 泥2100 | OP   | 巴西盃           | 55   | 内田博幸 | 15   | 16   | 3    | 2:09.4   | Mitsuba        |
| 6/11/2016  | 日本     | 京都     | 泥1800 | GIII | 京都錦標         | 56   | 内田博幸 | 1    | 16   | 13   | 1:51.3   | 天照肯州       |
| 4/12/2016  | 日本     | 中京     | 泥1800 | GI   | 日本冠軍盃       | 56   | 内田博幸 | 7    | 15   | 9    | 1:50.6   | 聽來真         |
| 4/3/2017   | 阿聯酋   | 美丹     | 泥2000 | GI   | 麥通第三輪挑戰賽 | 57   | 莫雅     | 8    | 8    | 6    | 紀錄缺失 | 長流不息       |
| 25/3/2017  | 阿聯酋   | 美丹     | 泥2000 | GI   | 杜拜世界盃       | 57   | 莫雅     | 4    | 14   | 8    | 紀錄缺失 | 霸道駒         |
| 7/5/2017   | 日本     | 東京     | 泥2100 | OP   | 傑出錦標         | 56   | 武豐     | 1    | 16   | 4    | 2.11.2   | Mistuba        |
| 28/5/2017  | 日本     | 東京     | 草2500 | GII  | 目黑紀念         | 56   | 武豐     | 8    | 18   | 17   | 2.33.2   | 成名遊戲       |
| 22/10/2017 | 日本     | 東京     | 泥2100 | OP   | 巴西盃           | 56   | 三浦皇成 | 11   | 16   | 5    | 2:09.0   | Meisho Utage   |

## 退役後
退役後，天上樂園成爲了配種馬，於北海道新日高町Arrow Stud休養，在2018年進行配種，首批子嗣於2019年出生。首批子嗣可於2021年出賽，10月2日經已有中央的子嗣於新馬戰中取勝。2022年12月11日，燦然一新在亮星錦標取勝，成爲首匹勝出分級賽的子嗣。

### 主要子嗣

#### 分級賽優勝子嗣
2019年生
- 燦然一新（亮星錦標、星團盃、兩次 韓國短途錦標、 維雅德泥地短途錦標）

## 血統簡介
父系Tapit爲美國賽駒，生涯戰績優秀，曾勝出桂冠未來錦標及活特紀念錦標。祖父Pulpit亦爲美國賽駒，生涯戰績亦非常優秀，曾勝出青春無限錦標及藍草錦標。
母系美妙浪漫爲日本賽駒，生涯戰績優秀，曾於2005年秋季天皇賞以爆冷姿態擊敗一衆強敵奪冠。外祖父週日寧靜是美國三冠賽雙冠馬，退役後在日本配種，在日本馬壇相當成功，贏得多項分級賽事，其子嗣贏得巨額獎金，連續12年成為日本冠軍種馬。

### 血統表
| 父線：西雅圖迴旋系（勇者帝王系）         |                               |               |                  |
| 種馬 Tapit 2001年（灰色）                | Pulpit 1994年（棗色）         | A.P. Indy     | 西雅圖迴旋       |
| 種馬 Tapit 2001年（灰色）                | Pulpit 1994年（棗色）         | A.P. Indy     | Weekend Surprise |
| 種馬 Tapit 2001年（灰色）                | Pulpit 1994年（棗色）         | Preach        | 淘金者           |
| 種馬 Tapit 2001年（灰色）                | Pulpit 1994年（棗色）         | Preach        | Narrate          |
| 種馬 Tapit 2001年（灰色）                | Tap Your Heels 1996年（灰色） | Unbridled     | Fappiano         |
| 種馬 Tapit 2001年（灰色）                | Tap Your Heels 1996年（灰色） | Unbridled     | Gana Facil       |
| 種馬 Tapit 2001年（灰色）                | Tap Your Heels 1996年（灰色） | Ruby Slippers | 尼真斯基         |
| 種馬 Tapit 2001年（灰色）                | Tap Your Heels 1996年（灰色） | Ruby Slippers | Moon Glitter     |
| 繁殖雌馬 美妙浪漫 2000年（棗色）         | 週日寧靜 1986年（棕色）       | Halo          | Hail to Reason   |
| 繁殖雌馬 美妙浪漫 2000年（棗色）         | 週日寧靜 1986年（棕色）       | Halo          | Cosmah           |
| 繁殖雌馬 美妙浪漫 2000年（棗色）         | 週日寧靜 1986年（棕色）       | Wishing Well  | Understanding    |
| 繁殖雌馬 美妙浪漫 2000年（棗色）         | 週日寧靜 1986年（棕色）       | Wishing Well  | Mountain Flower  |
| 繁殖雌馬 美妙浪漫 2000年（棗色）         | First Act 1986年（棗色）      | 鞍匠井        | 北地舞人         |
| 繁殖雌馬 美妙浪漫 2000年（棗色）         | First Act 1986年（棗色）      | 鞍匠井        | Fairy Bridge     |
| 繁殖雌馬 美妙浪漫 2000年（棗色）         | First Act 1986年（棗色）      | Arkadina      | 里博             |
| 繁殖雌馬 美妙浪漫 2000年（棗色）         | First Act 1986年（棗色）      | Arkadina      | Natashka         |
| 雌系：Natashka系（號族：13-c）           |                               |               |                  |
| 五代內近親交配：北地舞人 5×4、淘金者 4×5 |                               |               |                  |

## 命名由來
名字Lani（ラニ）於夏威夷語中，意思是「天國」，聯想自母系美妙浪漫之名字，香港則將其翻譯为「天上樂園」。

## 外部連結
- 天上樂園 netkeiba.com （页面存档备份，存于）
- 血統表